# Ramón Huidobro Gutiérrez
Ramón Huidobro Gutiérrez (1893-19 de febrero de 1963), fue un historiador chileno.

## Biografía
Hijo del abogado y político Ramón Huidobro Luco y de María Gutiérrez Aráoz. Estudió en el Colegio San Ignacio, y posteriormente ingresó a la carrera de derecho en la Universidad de Chile. Se licenció con la memoria Estudio sobre el Proyecto del Código Orgánico de Tribunales, publicada en 1915.

### Matrimonio e hijos
Contrajo matrimonio con Marta Domínguez Casanueva, con quien tuvo tres hijos, entre ellos, el diplomático Ramón Huidobro Domínguez.

## Vida pública
De militancia liberal, tuvo varios empleos en el aparato estatal. Su obra historiográfica más reconocida es Don Manuel Rodríguez: su vida de estudiante (1912), publicada originalmente como artículo en la Revista Chilena de Historia y Geografía y luego como opúsculo por la Imprenta Universitaria. Integró la Academia Chilena de la Historia con la medalla n.º 17, que tras su muerte fue asignada a Walter Hanisch.